# Zesłanie Ducha Świętego (fresk Giotta)
Zesłanie Ducha Świętego – fresk autorstwa Giotto di Bondone namalowany ok. 1305 roku dla kaplicy Scrovegnich w Padwie.
Ostatni z 40 fresków namalowanych przez Giotta w kaplicy Scrovegnich należący do cyklu scen przedstawiających życie Joachima i Anny, Marii oraz Chrystusa. Epizod został zaczerpnięty z Dziejów Apostolskich, gdzie wspomina się, iż w 50. dniu po zmartwychwstaniu Jezusa na zebranych w wieczerniku apostołów i Marię zstąpił Duch Święty.
Scena Zesłania Ducha Świętego rozgrywa się w pokoju przypominającym gotycką loggię z trójlistnymi łukami. Na ławkach, w okręgu siedzi dwunastu apostołów. Giotto uzupełnił brak Judasza Maciejem Apostołem, ale zrezygnował z umieszczenia Matki Boskiej, mimo iż zwykle w interpretacji chrześcijańskiej była ona obecna w scenie. Z góry na każdego z zebranych spada w postaci świetlistych promieni Duch Święty. Spośród wszystkich apostołów jedynie Piotr Apostoł kieruje wzrok na widza, zapraszając wszystkich do współuczestniczenia w wydarzeniu.